# Marcus Gilbert
Marcus Gilbert (ur. 29 lipca 1958 w Bristolu) – angielski aktor teatralny, telewizyjny i filmowy, znany głównie z ról tzw. "czarnych charakterów", postaci negatywnych.

## Kariera
Po ukończeniu Mountview Academy of Theatre Arts, w roku 1981 został członkiem londyńskiego Odyssey Theatre Company. Potem grał w repertuarze Dundee Repertory Theatre i Manchester Library Theatre. Równolegle pracował w reklamach i w 1983 roku zadebiutował w filmie telewizyjnym. Jego dwie najsłynniejsze role to Tomask w Rambo III (1988) u boku Sylvestra Stallone i Lord Arthur w Armii ciemności (The Army of Darkness, 1993) z udziałem Bruce'a Campbella, Embeth Davidtz i Bridget Fondy.

## Wybrana filmografia

### Filmy fabularne
- 1983: The Weather in the Streets (TV) jako Kurt
- 1984: Maska śmierci (The Masks of Death, TV) jako Anton Von Felseck
- 1986: Biggles jako Eric Von Stalhein
- 1986: Piraci (The Pyrates, TV) jako Kapitan Ben Avery
- 1987: Meandry miłości (A Hazard of Hearts) jako Lord Justin Vulcan
- 1988: Rambo III jako Tomask
- 1989: Kameleony (Chameleons, TV) jako Ryan
- 1990: Duch w Monte Carlo (A Ghost in Monte Carlo) jako Lord Robert Stanford
- 1990: Blood Royal: William the Conqueror (TV) jako Waltheof
- 1990: Legacy jako David Walker
- 1993: Jeźdźcy (Riders) jako Rupert Campbell-Black
- 1993: Armia ciemności (The Army of Darkness) jako Lord Arthur
- 2008: Wolny ptak (Freebird) jako Marl
- 2010: Dragon Soccer (film krótkometrażowy) jako Marcus
- 2015: Meet Pursuit Delange: The Movie jako John Scott MP

### Seriale TV
- 1984: Diana jako Młody mężczyzna
- 1984: Być najlepszą (Master of the Game) jako Rory McKenna
- 1984: Mr. Palfrey of Westminster jako pułkownik Dufour
- 1984: Hammer House of Mystery and Suspense jako Młody John Bray
- 1984: Robin z Sherwood (Robin of Sherwood) jako Lucyfer
- 1985: Connie jako Georgiou
- 1989: Czarny anioł (The Dark Angel) jako Lord Carysbroke
- 1989: Doktor Who (Doctor Who) jako Ancelyn
- 1991: Hunter jako Kane
- 1994: Napisała: Morderstwo (Murder, She Wrote) jako Colin Biddle